# Anna Herbertová, hraběnka z Pembroke
Anna Herbertová (rozená Parrová), hraběnka z Pembroke (15. června 1515 – 20. února 1552) byla dvorní dáma všech šesti manželek krále Jindřicha VIII. Byla mladší sestrou jeho šesté manželky Kateřiny Parrové.

## Mládí
Sama Anna později uvedla, že její výchova doma byla založena na přístupu používaném v rodině sira Thomase Mora, kde se chlapci a dívky vzdělávali společně; tak tomu bylo i u Parrových, dokud její bratr v roce 1525 neodešel z domova do domácnosti Henryho FitzRoye, prvního vévody z Richmondu a Somersetu.
Anna se narodila 15. června 1515 sirovi Thomasovi Parrovi a Maud Greenové. Byla nejmladší z jejich pěti přeživších dětí. Mezi její dva významné sourozence patří Kateřina Parrová, šestá manželka anglického krále Jindřicha VIII. a William Parr, 1. markýz z Northamptonu. V roce 1517, kdy jí byly pouhé dva roky, její otec zemřel a její matka se tak v pětadvaceti letech stala vdovou. Její matka Maud byla dvorní dámou Kateřiny Aragonské, první manželky krále Jindřicha VIII. Byla také vedoucí dvorní královské školy, kde se mohla Anna i se sestrou Kateřinou také vzdělávat. Vzdělání se jim dostalo přímo od humanisty Juan Luis Vivese. Anna se naučila francouzsky a latinsky, dále byla vzdělána v oblasti filozofie, teologie a klasických dějin. Číst a psát ji naučila matka ve velmi nízkém věku. V roce 1525 se rodina přestěhovala na dvůr Henryho Fitzroye, 1. vévody z Richmondu (nemanželského syna Jindřicha VIII.).

## Život u dvora
Někdy v roce 1528 poslala Maud svou třináctiletou dceru Annu do služeb královny Kateřiny Aragonské. Anna se zde stala služebnou samotného krále. Když byla v roce 1533 královnou korunována Anna Boleynová, Anna nadále pracovala jako dvorní dáma královny. Rychle podlehla kouzlu osobnosti královny Anny a po jejím vzoru se rovněž stala podporovatelkou nové víry. Po pádu Anny Boleynové a její popravě zůstala nadále u dvora ve službách nové královny, Jany Seymourové. Anna Parrová sloužila všech královým manželkám od poloviny 30. let 16. století a stala se tak jednou z mála žen, které přetrvaly ve službách všech královen za vlády Jindřicha VIII. Byla také jednou z mála osob, které se účastnily křtu prince Edwarda dne 15. října 1537 nebo pohřbu Jany Seymourové.
Když se král Jindřich oženil počtvrté za Annu Klevskou, Anna se vrátila zpět do své role dvorní dámy. Vydržela tak i do pátého sňatku krále s Kateřinou Howardovou.

## Manželství

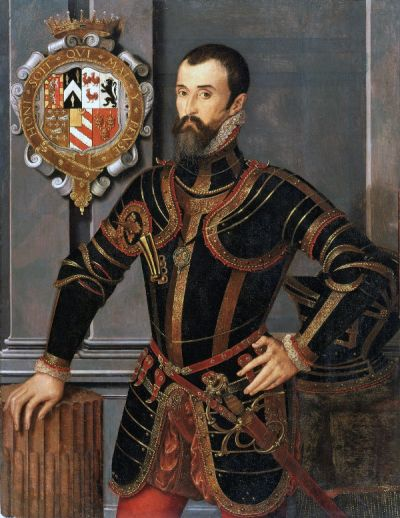
William Herbert, manžel Anny

V únoru roku 1538 byla Anna provdána za sira Williama Herberta, jednoho z králových rytířů. Anna potkala svého manžela pravděpodobně při službě u dvora. Není ale známo, zda bylo manželství uzavřeno z lásky. Anna i její sestra Kateřina byly často přitahovány muži s lehce pochybnou pověstí. Herbertové byli u krále Jindřicha VIII. velmi oblíbeným šlechtickým rodem. Král jim jako svatební dar daroval Wilton House, hrabství Remesbury a hrad v Cardiffu. Jako svou londýnskou rezidenci pár využíval Baynardův hrad. Anna se svým manželem zplodila tři děti - Henryho, který se stal nástupcem jejího manžela, Edwarda Herberta a Annu Herbertovou. Po narození jejich druhého syna půjčila Anně její sestra panství Hanworth v Middlesexu.

## Sestra královny
Anna byla svědkem u svatby své sestry Kateřiny s králem Jindřichem VIII. dne 12. července 1543. V září roku 1544 byl její manžel William pasován na rytíře po úspěšném obléhání francouzského města Boulogne. Anna si byla se svou sestrou velmi blízká. Byla také součástí skupiny protestantů, kteří se rozhodli novou královnu chránit. V roce 1546 byla protestantka Anna Askew zatčena za kacířství. Ti, kteří se postavili královně, se pokusili získat od Anny Askew přiznání, že královna, její sestra a ostatní ženy jsou také protestantky. Královna Kateřina a její nejbližší přátelé totiž předtím projevovali Anně přízeň. Stephen Gardiner, biskup winchesterský, Thomas Wriothesley a Richard Rich se podíleli na mučení Anne Askew a výslechu o jejích stycích s dámami u dvora, které byly podezřelé z konverze k protestantství, zejména Anna Herbertová, královna Kateřina, Kateřina Brandonová, Anna Stanhope a Anna Calthorpe. Gardiner a Writhesley přesvědčili krále, že je nutné zatknout královnu kvůli zradě víry.
Kateřina navštívila krále v jeho ložnici a podařilo se jí ho přesvědčit, že konverze k novému náboženství byl pouze pokus o to, aby se král odreagoval od bolestí, které mu způsobovaly vředy na nohách. Jindřich se s Kateřinou usmířil dřív, než bylo provedeno její zatčení. Dne 28. ledna 1547 král Jindřich zemřel. Po jeho smrti dostala Kateřina jako dědictví dům v Chelsea, kam se nastěhovala právě i její sestra Anna a její syn Edward. Annin manžel William byl jmenován opatrovníkem nového krále Eduarda VI. Po smrti krále se Kateřina velmi brzy provdala za Thomase Seymoura, strýce nového krále Eduarda. V září roku 1548 se jim narodila dcera, Mary Seymourová. Po jejím narození Kateřina zemřela na horečku omladnic.

## Pozdější život
Dne 10. října 1551 byl její manžel jmenován baronem Cardiffu a 11. října byl jmenován hrabětem z Pembroke, čímž se Anna automaticky stala hraběnkou. V roce 1553 dostali od vévody ze Somersetu v hrabství Wildshire nově vybudované sídlo a rozsáhlé lesy na hranicích New Forest.
Anna Herbertová zemřela 20. ledna 1552. V čase její smrti byla dvorní dámou Lady Mary, budoucí královny Marie I. Její manžel William se poté znovu oženil s Annou Talbot, z manželství však nevzešli žádní potomci. Přes své syny byla Anna předkem dnešních hrabat z Pembroke, Montgomery a Carnarvonu.
Anna byla pohřbena 28. února v Staré katedrále Sv. Pavla v Londýně vedle svého předka Jana z Gentu. Její manžel zemřel 17. března 1570 a na jeho přání byl pohřben vedle Anny.